# Noushin Ahmadi Khorasani
Noushin Ahmadi Khorasani, née en 1969 à Téhéran, est une auteure, traductrice, essayiste, journaliste, féministe iranienne et militante communautaire. Engagée dans la promotion des droits de Femmes en Iran  elle utilise l'écriture pour condamner les discriminations et les exactions à l'égard des femmes. Ses prises de position lui ont valu d'être condamnée à de la prison, dans son pays, en 2012.

## Carrière
Elle est l'une des membres fondateurs de la campagne One Million Signaturesde 2006, avec le but d'amener le gouvernement à réformer la loi sur la famille adoptée en 1979. Elle a auparavant fondé le Centre Culturel des Femmes, (Markaz-e Farhangi-ye Zanan), une «ONG qui se concentre sur la santé des femmes ainsi que sur les aspects légaux». Le site de l'ONG est fermé en 2001 par les autorités iraniennes. Khorasani a  écrit plusieurs livres sur le mouvement féministes en Iran. En 2004, elle est lauréate du prix Latifeh Yarshater, décerné par la Fondation du patrimoine Persan, pour un essai qu'elle a co-écrit avec Parvin Ardalan sur la première femme avocate du pays, Mehrangiz Manouchehrian (en).
Elle est l'éditrice des journaux le Second Sexe (Jense Dovom) et Women’s Quarterly et rédactrice en chef de sites internet  Zanestan et l'École Féministe,. Après les élections de 2009 et les évènements qui se sont ensuivis, notamment le mouvement vert, Noushin Ahmadi et ses collègues, devinrent actives au sein du Mouvement de la Coalition Verte des Femmes Militantes.
Harcelée constamment par les autorités de son pays, pour ses écrits et ses prises de positions en faveur des droits des femmes, elle a été arrêtée avec une trentaine d'autres militantes en avril 2007,  après avoir organisé une manifestation en faveur des droits des femmes en juin 2006. Elle est alors condamnée avec Parvin Ardalan, à trois ans de prison pour «menace à la sécurité nationale».
Elle est libérée le 22 septembre 2010 après avoir comparu devant le Tribunal de la Prison d'Evin «pour fournir quelques explications» et être informée des accusations qui pèsent sur elle. À la suite de sa convocation, Ahmadi est interrogée lors de sa première comparution devant le tribunal et on lui a demandé de revenir le lendemain pour rencontrer des «analystes du cas». Les chefs d'accusations retenus sont des activités de propagande  contre le régime à travers d'une part l'écriture et la publication de contenus contre le régime sur le site Internet de l'École féministe et d'autre part la participation aux rassemblements illégaux après les élections de 2009. Après avoir été informée des charges qui pèsent sur elle, Ahmadi a présenté sa défense puis a été remise à un gardien. Elle a été libérée jusqu'à la date de son procès.  Celui-ci s'est tenu le 11 mars 2012 devant la chambre no 26 du tribunal révolutionnaire islamique. Le 9 juin 2012, elle est condamnée à un an d'emprisonnement avec sursis et à cinq ans de liberté surveillée.

## Publications

### Traduites en Anglais
- (en) Iranian Women's One Million Signatures Campaign for Equality

The Inside Story, Syracuse University Press, 25 janvier 2010, 183 p. (ISBN 978-0981465203)
- (en) Hejab and the Intellectuals, Roja Bandari, 2012 (ISBN 978-0-989-51101-8)

### En Farsi
- (fa) Parvin Ardalan (co-autrice), Noushin Ahmadi Khorasani et Parvin Ardalan, Senator: Faliyathaye Mehrangiz Manouchehrian ba bastar mobarezat hughughi zanan dar Iran [« Senator: The Works of Senator Mehrangiz Manouchehrian for Legal Rights for Women »], Téhéran, Nashr-e Tose'eh, 2003, 1382 p.